# Schafsiedel
Der Schafsiedel ist ein 2447 m ü. A. hoher Berg in den Kitzbüheler Alpen in Österreich. Er ist einer der höchsten Berge der Kammlinie der Kitzbüheler Alpen.
Etwa 500 m südlich des Gipfels befindet sich die Aleitenspitze (2449 m ü. A.), welche vom Schafsiedel relativ leicht erreichbar ist.

## Route zum Gipfel
Die am häufigsten genutzte Aufstiegsroute ist die aus dem Kurzen Grund in der Kelchsau. Der Ausgangspunkt beim Gasthof Wegscheid (1148 m) ist per Auto auf einer befestigten und mautpflichtigen Straße erreichbar. Es gibt zahlreiche unbefestigte Autoabstellplätze direkt neben dem Gasthof.
Der Aufstieg erfolgt über einen bewaldeten Graben auf die Neue Bamberger Hütte (1756 m), wo sich etwa 300 m weiter die Abzweigung zum Schafsiedel befindet. Der Wanderweg führt dann in westlicher Richtung zum unteren Wildalmsee (1937 m), wo häufig Fischer anzutreffen sind. Weiter geht es zum nahen mittleren Wildalmsee (2028 m), dem flächenmäßig größten der drei Seen. Kurz unterhalb des Gipfels erreicht man schließlich den oberen Wildalmsee (2324 m), den höchstgelegenen See der Kitzbüheler Alpen.

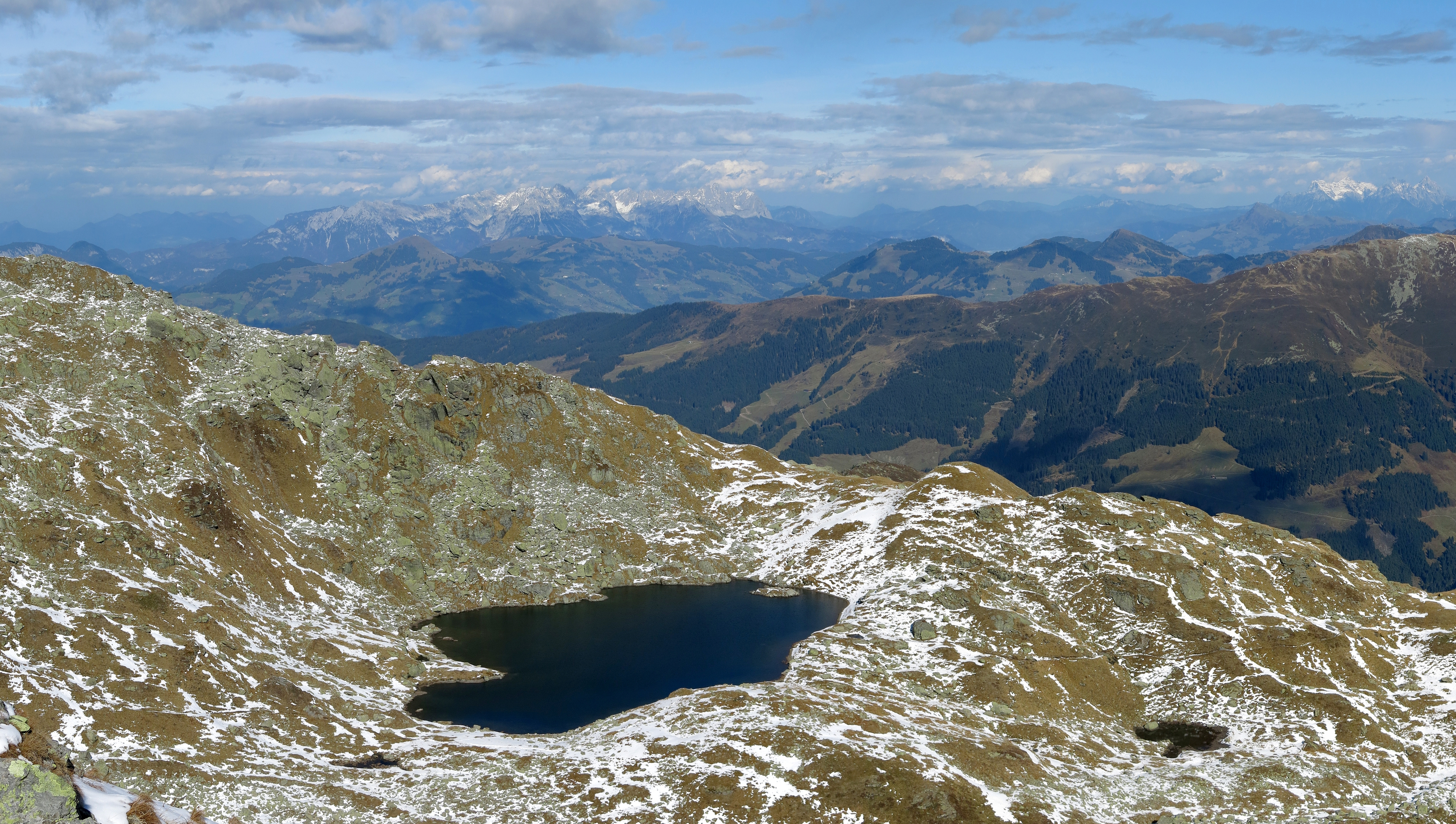
Oberer Wildalmsee (2324 m), gesehen von der Aleitenspitze. Am See vorbei führt der Aufstiegsweg zum Schafsiedel
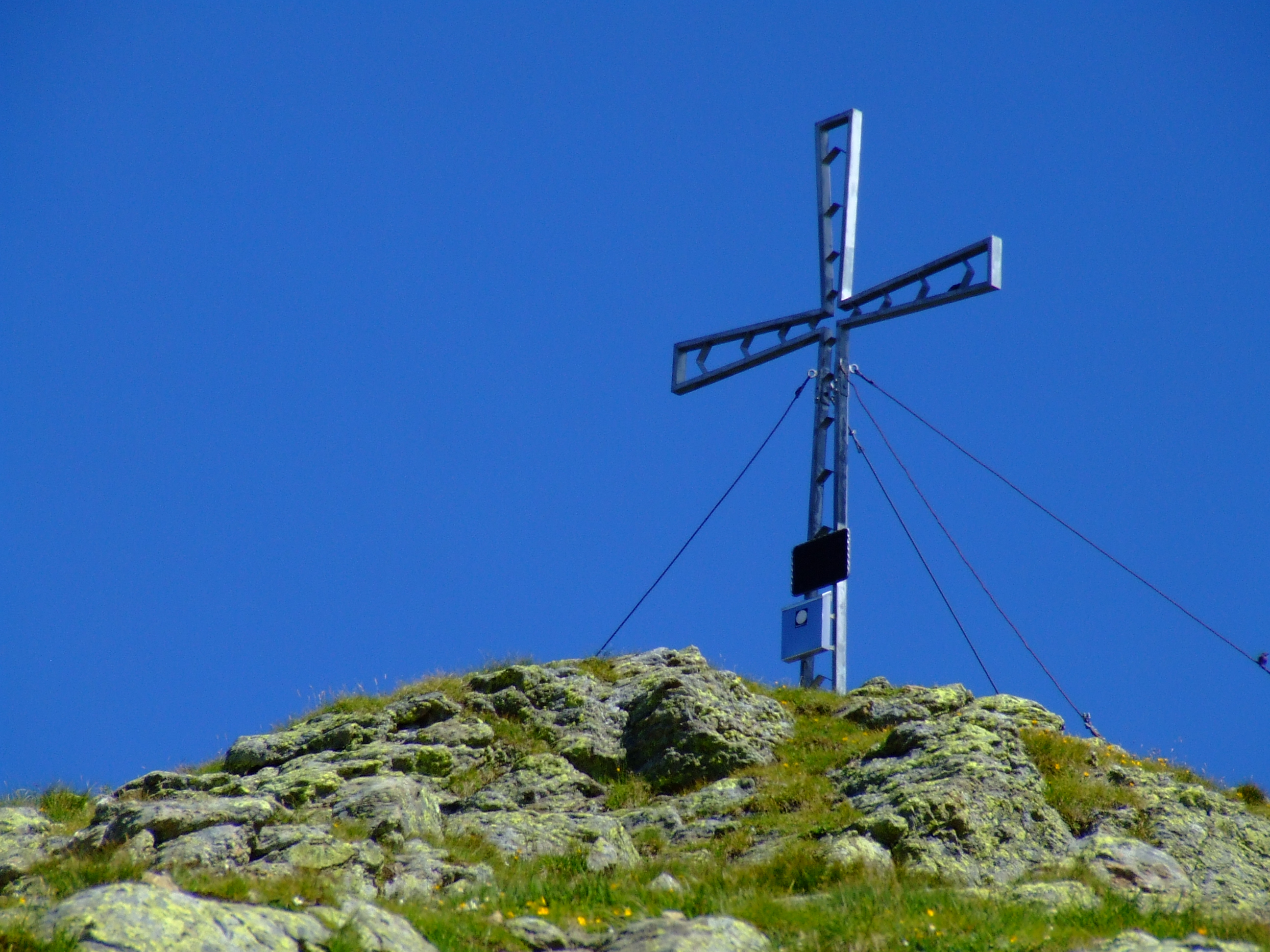
Gipfelkreuz
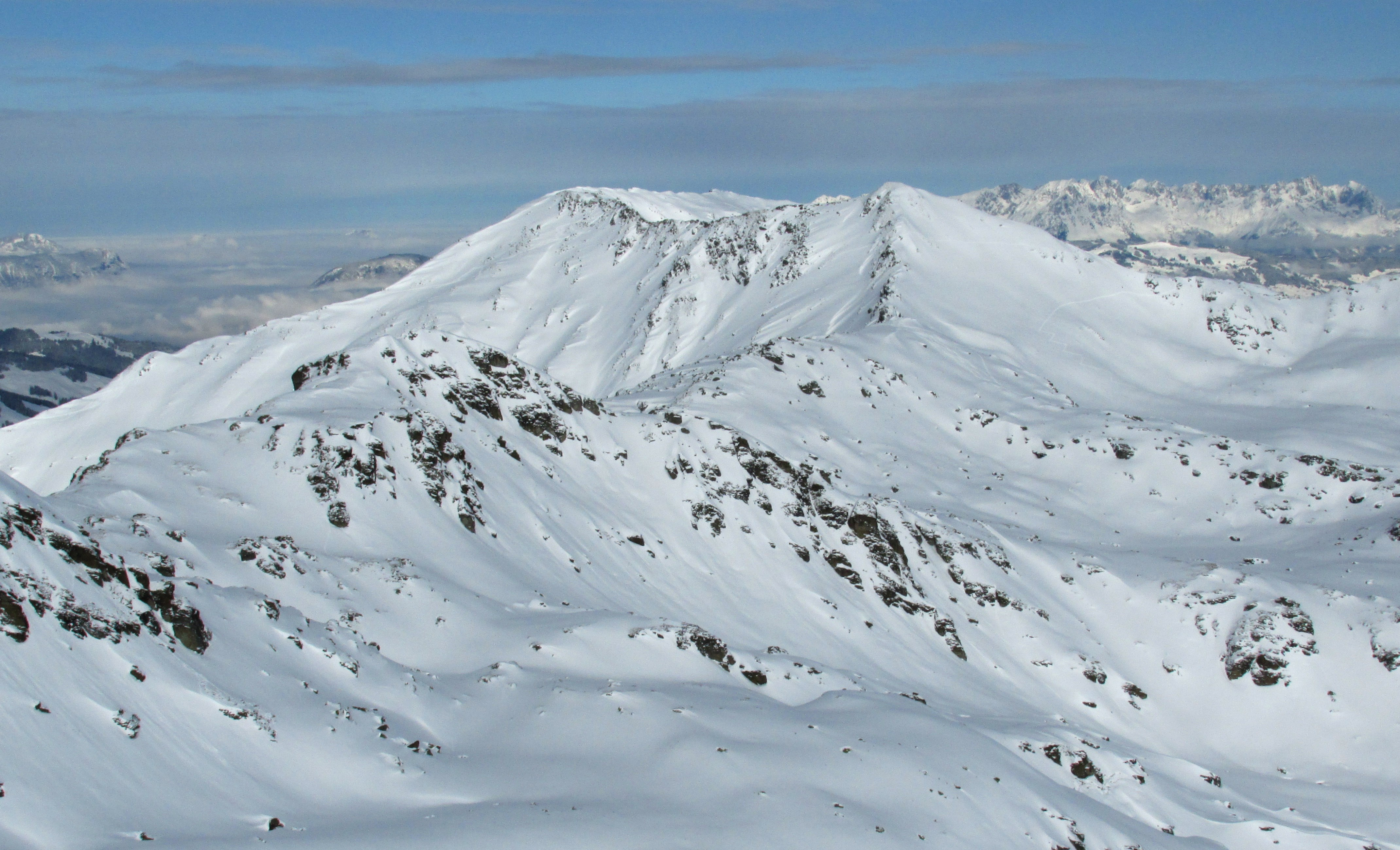
Blick vom Salzachgeier auf Schafsiedel links und Aleitenspitze rechts